# Agrotera
Agrotera is een geslacht van vlinders van de familie van de grasmotten (Crambidae), uit de onderfamilie van de Spilomelinae. De wetenschappelijke naam voor dit geslacht is voor het eerst gepubliceerd in 1802 door Franz Paula von Schrank. Schrank was van mening dat Phalaena nemoralis Scopoli, 1763 niet tot het geslacht Phalaena behoorde, maar tot een op dat moment nog onbekend geslacht. Hij beschreef daarom dit geslacht op basis van de kenmerken van deze soort. Zodoende wordt Phalaena nemoralis als de typesoort van dit geslacht beschouwd.

## Soorten
- A. aculeata Liu, Qi & Wang, 2020
- A. albalis Maes, 2003
- A. atalis Viette, 1958
- A. barcealis (Walker, 1859)
- A. basinotata Hampson, 1891
- A. citrina Hampson, 1898
- A. dentata Liu, Qi & Wang, 2020
- A. discinotata Swinhoe, 1894
- A. effertalis (Walker, 1859)
- A. endoxantha Hampson, 1898
- A. flavobasalis Inoue, 1996
- A. fumosa Hampson, 1898
- A. genuflexa Chen, Horak, Du & Zhang, 2017
- A. glycyphanes Turner, 1913
- A. ignepicta Hampson, 1898
- A. ignepictoides Rothschild, 1916
- A. lienpingialis Caradja, 1925
- A. longitabulata Chen, Horak, Du & Zhang, 2017
- A. mysolalis (Walker, 1865)
- A. namorokalis Marion & Viette, 1956
- A. nemoralis (Scopoli, 1763) - Haagbeukmot
- A. ornata Wileman & South, 1917
- A. protensa Liu, Qi & Wang, 2020
- A. robustispina Liu, Qi & Wang, 2020
- A. rufitinctalis Hampson, 1917
- A. scissalis (Walker, 1865)
- A. semipictalis Kenrick, 1907
- A. setipes Hampson, 1898